# 497
Cette page concerne l'année 497  du calendrier julien. Pour l'année 497 av. J.-C., voir 497 av. J.-C. Pour le nombre 497, voir 497 (nombre).
L'année 497 est une année commune qui commence un mercredi.

## Événements
- Printemps : Anastase envoie l'insigne impérial et les habits palatiaux (vestis regia) de l'empire d'Occident à Théodoric le Grand, qu'Odoacre avait renvoyés à Constantinople, le reconnaissant comme son représentant en Occident[1].

- Jean le Scythe achève la pacification de l’Isaurie révoltée contre l'empereur d'Orient Anastase depuis 491 ; les meneurs, Longin, frère de Zénon, et Athénodore sont décapités et leurs têtes exposées à Constantinople[2].

## Naissances en 497
- Clotaire Ier, futur roi mérovingien (décès 561).